# Бессарабов, Николай Александрович
Никола́й Алекса́ндрович Бессара́бов (англ. Nicholas Bessaraboff; 12 февраля 1894, Воронеж — 10 ноября 1973, Нью-Йорк) — американский музыковед

 российского происхождения.

## Биография
Окончил Санкт-Петербургский политехнический институт как инженер-механик.
В 1915 году в составе группы российских инженеров был направлен в США (через Японию) для контроля за поставками американского военного снаряжения для российской армии Первой мировой войны. Будучи застигнут в США революцией, не стал возвращаться в Россию, с 1927 года — гражданин США. Первоначально работал чертёжником в Рочестере, одновременно изучая самостоятельно историю музыкальных инструментов. В 1931 году перебрался в Бостон, где был приглашён описать и зарисовать коллекцию музыкальных инструментов Музея изящных искусств. На основании этой работы опубликовал в 1941 году свой главный труд — «Старинные европейские музыкальные инструменты» (англ. Ancient European Musical Instruments).
Американское общество музыкальных инструментов с 1989 года присуждает премию имени Николаса Бессарабова.
Брат — Борис Бессарабов (1897—1970), художник, кратковременный возлюбленный Марины Цветаевой и прототип героя её поэмы «Егорушка». Дневник сестры Николая и Бориса Бессарабовых Ольги Александровны опубликован в 2010 году как источник к биографии Цветаевой и литературно-художественной жизни околореволюционной эпохи.